# Hypostomus goyazensis
Hypostomus goyazensis är en fiskart som först beskrevs av Regan, 1908.  Hypostomus goyazensis ingår i släktet Hypostomus och familjen Loricariidae. Inga underarter finns listade i Catalogue of Life.